# هونان آوتیسیان
هونان آوتیسیان (ارمنی: Հունան Ավետիսյան؛ ۲۰ ژوئیهٔ ۱۹۱۴ – ۱۶ سپتامبر ۱۹۴۳) یک فرد نظامی اهل ارمنستان بود. آوتیسیان در لشکر زرهی ۸۹ام ارتش سرخ اتحاد شوروی درجه گروهبانی داشت.

## زندگی‌نامه
هونان آوتیسیان در یک خانواده ارمنی در ۲ مه ۱۹۱۳ در روستای تساو، ارمنستان در فرمانداری ایروان امپراتوری روسیه (اکنون در استان سیونیک جمهوری ارمنستان به دنیا آمد. والدین وی دهقان بودند.

## جوایز
نشان‌های زیر پس از مرگ گروهبان آوتیسیان توسط هیئت رئیسه شورای عالی شوروی به وی اعطا گردید:
- قهرمان اتحاد شوروی (۱۶ مه ۱۹۴۴)
- نشان لنین (۱۶ مه ۱۹۴۴)

## نگارخانه

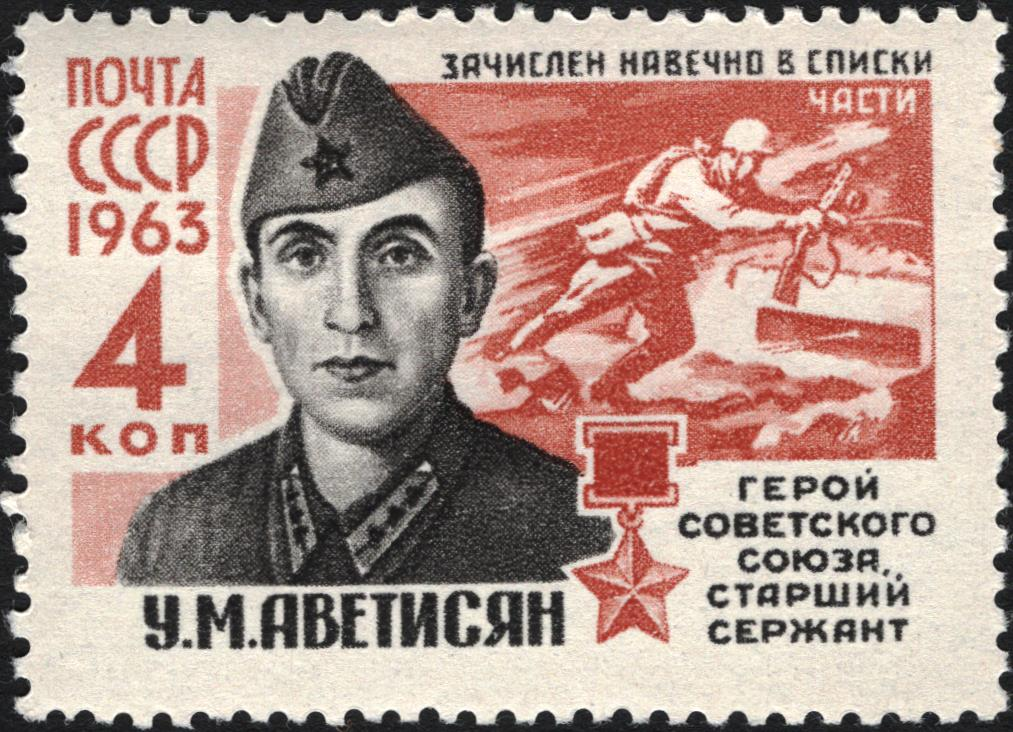
تمبر یادبود اتحاد شوروی